# Pretoriaanse garde

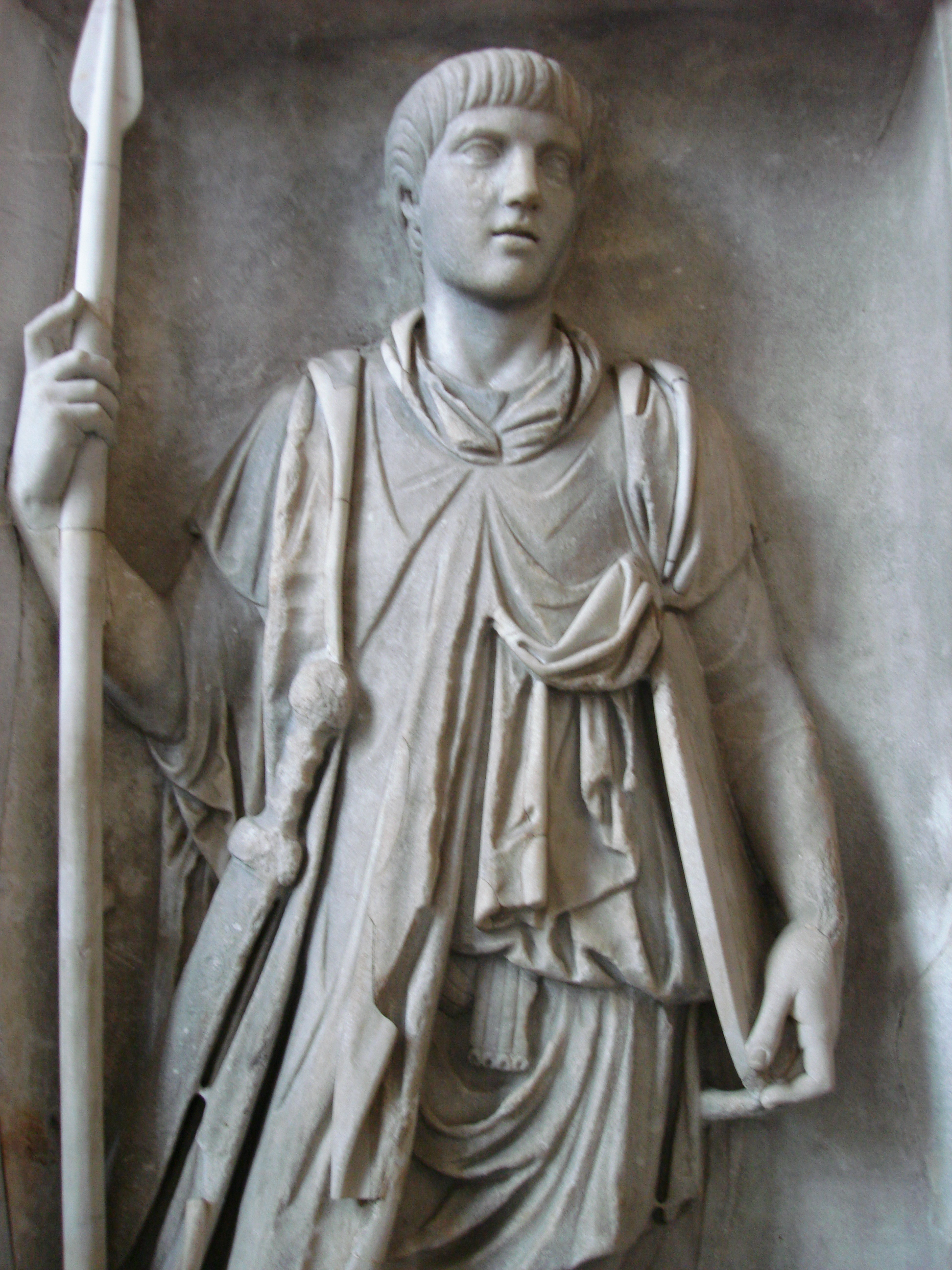
Pretoriaan

De pretoriaanse garde of pretoriaanse wacht, soms ook praetoriaanse garde, was een speciale militaire eenheid gevormd door Romeinse militaire elite die de keizerlijke lijfwacht vormde.
Het Latijnse woord praetor betekent letterlijk voorganger, leider en was oorspronkelijk de titel van de hoogste ambtenaar ten tijde van de Romeinse Republiek maar werd later de positie direct onder consul. Het hoofdkwartier van een Romeins leger werd praetorium genoemd en de wacht van een generaal cohors praetoriae. Hieruit ontstond uiteindelijk de pretoriaanse garde zoals die werd ingesteld door keizer Augustus in 27 v.Chr.
Oorspronkelijk bestond deze garde uit negen cohorten van ieder 500 tot 1000 man. Drie cohorten waren in Rome gelegerd, de rest in verschillende plaatsen buiten de hoofdstad, maar tijdens de regering van keizer Tiberius kwam er grote verandering in de organisatie van de garde door toedoen van de prefect Lucius Aelius Seianus. Hij kreeg toestemming om de gehele garde vlak bij Rome te legeren, in de Castra Praetoria, in plaats van verspreid over de stad, waardoor deze later een grote politieke invloed zou hebben. Niet alleen zou de keizer nu de garde als zijn privéleger kunnen gebruiken, maar het zou eveneens een groot gevaar betekenen zodra hij de controle erover verliest.
De pretoriaanse garde heeft meerdere malen haar macht misbruikt door de senaat onder bedreiging een door haar gekozen persoon tot keizer te laten uitroepen. Zij kon door omkoping ook worden misbruikt om tegenstanders en rivalen uit te schakelen waarbij de keizer zelf vaak het slachtoffer was.
Het was gebruikelijk dat de pretoriaanse garde geld ontving van de keizer bij zijn troonsbestijging en op speciale gelegenheden tijdens de regeerperiode. Zo'n gift van de keizer werd donativum genoemd. In 31 was Tiberius genoodzaakt de garde met een donativum om te kopen om zijn eigen prefect te kunnen arresteren. In 193 was de pretoriaanse garde zo corrupt geworden (bij de dood van Commodus) dat zij de troon aan de hoogste bieder verkocht (zie Vijfkeizerjaar). De hele Garde werd ongeveer twee maanden later door Septimius Severus afgezet en vervangen door soldaten uit zijn eigen legioenen.
In 284 verminderde Diocletianus de macht van de garde door nu de Ioviani en Herculiani aan te stellen als keizerlijke lijfwacht en Constantijn de Grote (307 - 337) maakte definitief een einde aan de pretoriaanse garde.

## Rol van de pretoriaanse garde in de geschiedenis van hetkeizerrijk
- Augustus - 27 v.Chr.: stelt pretoriaanse garde in.
- Tiberius - 33: koopt pretoriaanse garde om, om hun eigen prefect Lucius Aelius Seianus te arresteren. Is volgens Tacitus verstikt met een kussen door Quintus Naevius Sutorius Macro, de nieuwe prefect van de pretoriaanse garde.
- Caligula - 41: door pretoriaanse garde vermoord.
- Claudius I - 41: eenzijdig door de pretoriaanse garde tot keizer uitgeroepen.
- Nero - 68: pleegt zelfmoord geholpen door de pretoriaanse garde.
- Galba - januari 69: vermoord door pretoriaanse garde na omkoping door Otho.
- Domitianus - 96: pretoriaanse garde riep hem tot keizer uit, maar later betrokken bij zijn moord.
- Nerva - 97: gegijzeld door de pretoriaanse wacht, maar vrijgelaten nadat Nerva aan de eisen van de pretorianen had toegegeven.
- Pertinax - 28 maart 193: vermoord door pretoriaanse garde.
- Didius Julianus - 28 maart 193: koopt de troon aangeboden aan de hoogste bieder door pretoriaanse garde.
- Septimius Severus - 193: straft de pretoriaanse garde door alle pretorianen te ontslaan en te vervangen door zijn eigen troepen.
- Geta vermoord door zijn broer Caracalla, die de pretoriaanse garde omkocht om de moord als wettige zelfverdediging te doen doorgaan.
- Caracalla - 217: vermoord door Macrinus de prefect van de pretoriaanse garde, die zichzelf tot keizer uitriep.
- Macrinus - 217: de prefect die Caracalla vermoordde komt aan de macht.
- Elagabalus - 222: vermoord door de pretoriaanse garde.
- Severus Alexander - 222: door de pretoriaanse garde uitgeroepen tot keizer.
- Gordianus III - 244: waarschijnlijk vermoord door pretoriaanse garde.
- Philippus I Arabs - 244: was prefect van de pretoriaanse garde.
- Diocletianus - (284-305): vermindert de macht van de pretoriaanse garde.
- Constantijn de Grote - (307-337): schaft de pretoriaanse garde af.

## Verder lezen
- S.J. Bingham, The praetorian guard in the political and social life of Julio-Claudian Rome, diss. University of British Columbia, 1997.
- Guy de la Bédoyère, De pretoriaanse garde. Opkomst en ondergang van de keizerlijke lijfwacht in Rome, 2023. ISBN 9789401919463 (orig. Engels: Praetorian. The Rise and Fall of Rome's Imperial Bodyguard, 2017)